# Liste der denkmalgeschützten Objekte in Litoměřice
Grundlage dieser Liste der denkmalgeschützten Objekte in Litoměřice ist die ÚSKP-Liste (Ústřední seznam kulturních památek České republiky, deutsch Zentrale Liste der Kulturdenkmäler der Tschechischen Republik), die von der tschechischen Denkmalschutzbehörde NPÚ (Národní památkový ústav, deutsch Nationale Denkmalbehörde) seit 1987 geführt wird und an die seit dem Jahr 1850 geschaffenen Listen anschließt.

## Denkmalgeschützte Objekte nach Stadtteilen

### Litoměřice-Město (Leitmeritz, Stadtzentrum/Altstadt)
Das historische Stadtzentrum wurde 1978 zum städtischen Denkmalreservat erklärt.
| Lage                                                                                            | Objekt                                                      | Beschreibung | ÚSKP-Nr.                  | Bild                                           |
| ----------------------------------------------------------------------------------------------- | ----------------------------------------------------------- | --- | ------------------------- | ---------------------------------------------- |
| Litoměřice (Standort)                                                                           | Stadtbefestigung                                            | Stadtbefestigung mit Befestigungsmauer, Grabenmauer, Bastionen und Wassergraben                                                                                                   | 46475/5-4742 Info Katalog | weitere Bilder                                 |
| Litoměřice, Mírové náměstí (Standort)                                                           | Mariensäule                                                 | Säule mit Marienstatue (Pestsäule) | 38326/5-1831 Info Katalog | weitere Bilder                                 |
| Litoměřice, Mírové náměstí (Standort)                                                           | Zwei Brunnen                                                | Zwei Brunnen auf dem Ringplatz | 23907/5-1832 Info Katalog | Zwei Brunnen                                   |
| Litoměřice, Mírové náměstí 9/1 (Standort)                                                       | Haus „Zum Goldenen Stern“                                   | Stadthaus „Zum Goldenen Stern“ | 27612/5-1760 Info Katalog | weitere Bilder                                 |
| Litoměřice, Mírové náměstí 11/3 (Standort)                                                      | Haus „Zum Weißen Pferd“                                     | Stadthaus „Zum Weißen Pferd“ | 20743/5-1762 Info Katalog | Haus „Zum Weißen Pferd“                        |
| Litoměřice, Mírové náměstí 12/4 (Standort)                                                      | Haus „Zum Schwarzen Adler“                                  | Stadthaus „Zum Schwarzen Adler“ | 14327/5-1724 Info Katalog | weitere Bilder                                 |
| Litoměřice, Mírové náměstí 15/7 (Standort)                                                      | Haus „Unter dem Kelch“ (Dům „Pod bání“)                     | Stadthaus, sogen. Kelchhaus, erbaut 1570–1580 von Ambrosio Balli im Stil der Renaissance                                                                                          | 39208/5-1725 Info Katalog | weitere Bilder                                 |
| Litoměřice, Mírové náměstí 15/7, im Haus ()                                                     | Adalbertstatue, Mírové nám. 15                              | Statue des hl. Adalbert, urspr. am Vojtěšské nám. (Adalbertplatz) | 17364/5-5316 Info Katalog |                                                |
| Litoměřice, Mírové náměstí 16/8 (Standort)                                                      | Haus „Zum Nordstern“                                        | Stadthaus „Zum Nordstern“ | 21088/5-1726 Info Katalog | Haus „Zum Nordstern“                           |
| Litoměřice, Mírové náměstí 17/9 (Standort)                                                      | Mírové náměstí 9                                            | Stadthaus | 21659/5-1761 Info Katalog | Mírové náměstí 9                               |
| Litoměřice, Mírové náměstí 18/10 (Standort)                                                     | Mírové náměstí 10                                           | Stadthaus | 41117/5-5303 Info Katalog | Mírové náměstí 10                              |
| Litoměřice, Mírové náměstí 19/11 (Standort)                                                     | Haus „Zum Engel“, Mírové nám. 11                            | Stadthaus „Zum Engel“ | 29694/5-1727 Info Katalog | Haus „Zum Engel“, Mírové nám. 11               |
| Litoměřice, Mírové náměstí 20/12 (Standort)                                                     | Mírové náměstí 12                                           | Stadthaus | 25960/5-1728 Info Katalog | Mírové náměstí 12                              |
| Litoměřice, Mírové náměstí 21/13 (Standort)                                                     | Mírové náměstí 13                                           | Stadthaus | 29570/5-1729 Info Katalog | Mírové náměstí 13                              |
| Litoměřice, Mírové náměstí 22/14 (Standort)                                                     | Haus „Zum Goldfasan“, Mírové nám. 14                        | Stadthaus | 16902/5-1763 Info Katalog | Haus „Zum Goldfasan“, Mírové nám. 14           |
| Litoměřice, Mírové náměstí 24/16 (Standort)                                                     | Mírové náměstí 16                                           | Stadthaus | 25089/5-1730 Info Katalog | Mírové náměstí 16                              |
| Litoměřice, Mírové náměstí 25/17 (Standort)                                                     | Mírové náměstí 17                                           | Stadthaus | 29275/5-1731 Info Katalog | Mírové náměstí 17                              |
| Litoměřice, Mírové náměstí 41/19 (Standort)                                                     | Mírové náměstí 19                                           | Stadthaus | 37955/5-1734 Info Katalog | Mírové náměstí 19                              |
| Litoměřice, Mírové náměstí 42/20 (Standort)                                                     | Haus „Zu den Fünf Jungfrauen“                               | Stadthaus „Zu den Fünf Jungfrauen“ | 23361/5-1735 Info Katalog | Haus „Zu den Fünf Jungfrauen“                  |
| Litoměřice, Lidická 148/4, 149/2, 150/2, Mírové náměstí 150/23, 151/24 (Standort)               | Mírové náměstí 23 und 24                                    | Stadthaus | 45048/5-1766 Info Katalog | Mírové náměstí 23 und 24                       |
| Litoměřice, Mírové náměstí 152/25 (Standort)                                                    | Mírové náměstí 25                                           | Stadthaus | 47243/5-1736 Info Katalog | Mírové náměstí 25                              |
| Litoměřice, Mírové náměstí 155/28 (Standort)                                                    | Mírové náměstí 28                                           | Stadthaus | 32823/5-1767 Info Katalog | Mírové náměstí 28                              |
| Litoměřice, Mírové náměstí 157/30 (Standort)                                                    | Mírové náměstí 30                                           | Stadthaus | 26117/5-1768 Info Katalog | Mírové náměstí 30                              |
| Litoměřice, Mírové náměstí 158/31 (Standort)                                                    | Mírové náměstí 31                                           | Stadthaus | 35913/5-1769 Info Katalog | Mírové náměstí 31                              |
| Litoměřice, Mírové náměstí 161/34 (Standort)                                                    | Mírové náměstí 34                                           | Stadthaus | 31968/5-1770 Info Katalog | Mírové náměstí 34                              |
| Litoměřice, Mírové náměstí 162/35, Velká Dominikánská (Standort)                                | Mírové náměstí 35                                           | Stadthaus | 15150/5-1771 Info Katalog | Mírové náměstí 35                              |
| Litoměřice, Mírové náměstí, u domu 167/36 (Standort)                                            | Laurentiusstatue, Mírové nám. 36                            | Statue des hl. Laurentius | 25078/5-5312 Info Katalog | Laurentiusstatue, Mírové nám. 36               |
| Litoměřice, Mírové náměstí 168/37 (Standort)                                                    | Mírové náměstí 37                                           | Stadthaus | 29571/5-1774 Info Katalog | Mírové náměstí 37                              |
| Litoměřice, Mírové náměstí 171/40 (Standort)                                                    | Altes Rathaus, Mírové nám. 40                               | Rathaus, genannt Altes Rathaus | 28848/5-1737 Info Katalog | weitere Bilder                                 |
| Litoměřice, Lidická 56/9 (Standort)                                                             | Haus Lidická 9 mit Georgsstatue                             | Stadthaus mit Statue des hl. Georg in der Nische | 19219/5-1821 Info Katalog | Haus Lidická 9 mit Georgsstatue                |
| Litoměřice, Lidická 258/10 (Standort)                                                           | Lidická 10                                                  | Stadthaus | 43772/5-1820 Info Katalog | Lidická 10                                     |
| Litoměřice, Lidická 57/11 (Standort)                                                            | Lidická 11                                                  | Stadthaus | 22500/5-5306 Info Katalog | Lidická 11                                     |
| Litoměřice, Lidická 58/13 (Standort)                                                            | Lidická 13                                                  | Stadthaus | 30365/5-5307 Info Katalog | Lidická 13                                     |
| Litoměřice, 5. května 141/8 (Standort)                                                          | 5. května Nr. 8                                             | Stadthaus | 44734/5-5308 Info Katalog | 5. května Nr. 8                                |
| Litoměřice, 5. května 147/9 (Standort)                                                          | 5. května Nr. 9                                             | Stadthaus | 44735/5-1819 Info Katalog | 5. května Nr. 9                                |
| Litoměřice, Novobranská 83/15 (Standort)                                                        | Novobranská 15                                              | Stadthaus | 45025/5-1818 Info Katalog | Novobranská 15                                 |
| Litoměřice, Na Valech 85/35, Novobranská (Standort)                                             | Na Valech 35                                                | Stadthaus | 21805/5-1817 Info Katalog | Na Valech 35                                   |
| Litoměřice, Klášterní 88/1 (Standort)                                                           | Klášterní 1                                                 | Stadthaus | 15253/5-1816 Info Katalog | Klášterní 1                                    |
| Litoměřice, Klášterní 89/3 (Standort)                                                           | Klášterní 3                                                 | Stadthaus | 34472/5-5309 Info Katalog | Klášterní 3                                    |
| Litoměřice, Dominikánské náměstí 92/1, Velká Dominikánská 273/11, 274/11a, Klášterní (Standort) | Minoritenkloster, Dominikánské nám. 1                       | Minoritenkloster mit - Kirche - Kloster Nr. 92 - Nebengebäude Nr. 273 mit Umfassungsmauer und Tor - Nebengebäude Nr. 274 - Sakristei, Einfriedung, Tor und Garten                 | 47076/5-1802 Info Katalog | weitere Bilder                                 |
| Litoměřice, Velká Dominikánská 164/3 (Standort)                                                 | Velká Dominikánská 3                                        | Stadthaus | 27299/5-1772 Info Katalog | Velká Dominikánská 3                           |
| Litoměřice, Velká Dominikánská 132/4 (Standort)                                                 | Velká Dominikánská 4                                        | Stadthaus | 40515/5-1799 Info Katalog | Velká Dominikánská 4                           |
| Litoměřice, Velká Dominikánská 165/5 (Standort)                                                 | Velká Dominikánská 5                                        | Stadthaus | 14581/5-1773 Info Katalog | Velká Dominikánská 5                           |
| Litoměřice, Velká Dominikánská 131/6 (Standort)                                                 | Velká Dominikánská 6                                        | Stadthaus | 30706/5-1800 Info Katalog | Velká Dominikánská 6                           |
| Litoměřice, Velká Dominikánská 130/8 (Standort)                                                 | Velká Dominikánská 8                                        | Stadthaus | 24749/5-1801 Info Katalog | Velká Dominikánská 8                           |
| Litoměřice, Velká Dominikánská 122/16 (Standort)                                                | Velká Dominikánská 16                                       | Stadthaus | 38688/5-1804 Info Katalog | Velká Dominikánská 16                          |
| Litoměřice, Velká Dominikánská 100/19 (Standort)                                                | Velká Dominikánská 19                                       | Stadthaus | 36326/5-1807 Info Katalog | Velká Dominikánská 19                          |
| Litoměřice, Velká Dominikánská 120/20 (Standort)                                                | Velká Dominikánská 20                                       | Stadthaus | 36149/5-1805 Info Katalog | Velká Dominikánská 20                          |
| Litoměřice, Velká Dominikánská 118/22 (Standort)                                                | Velká Dominikánská 22                                       | Stadthaus | 14313/5-1806 Info Katalog | Velká Dominikánská 22                          |
| Litoměřice, Velká Dominikánská 102/23 (Standort)                                                | Velká Dominikánská 23                                       | Stadthaus | 14425/5-1808 Info Katalog | Velká Dominikánská 23                          |
| Litoměřice, Velká Dominikánská 103/25 (Standort)                                                | Velká Dominikánská 25                                       | Stadthaus | 22190/5-1809 Info Katalog | Velká Dominikánská 25                          |
| Litoměřice, Velká Dominikánská 105/29 (Standort)                                                | Velká Dominikánská 29                                       | Stadthaus | 38864/5-1810 Info Katalog | Velká Dominikánská 29                          |
| Litoměřice, Velká Dominikánská 110/39 (Standort)                                                | Velká Dominikánská 39                                       | Stadthaus | 46555/5-1811 Info Katalog | Velká Dominikánská 39                          |
| Litoměřice, Dominikánská 125/6 (Standort)                                                       | Dominikánská 6                                              | Stadthaus | 14369/5-1813 Info Katalog | Dominikánská 6                                 |
| Litoměřice, Dominikánská 124/8 (Standort)                                                       | Dominikánská 8                                              | Stadthaus | 23460/5-1812 Info Katalog | Dominikánská 8                                 |
| Litoměřice, Anenská 114/4 (Standort)                                                            | Anenská 4                                                   | Stadthaus | 27365/5-1814 Info Katalog | Anenská 4                                      |
| Litoměřice, Dlouhá 196 (Standort)                                                               | Allerheiligenkirche, Dlouhá                                 | Allerheiligenkirche, Stadtturm und Mariensäule | 21077/5-1748 Info Katalog | weitere Bilder                                 |
| Litoměřice, Dlouhá 223/2 (Standort)                                                             | Dlouhá 2                                                    | Stadthaus | 46507/5-1788 Info Katalog | Dlouhá 2                                       |
| Litoměřice, Dlouhá 172/3 (Standort)                                                             | Dlouhá 3                                                    | Stadthaus | 32846/5-1775 Info Katalog | Dlouhá 3                                       |
| Litoměřice, Dlouhá 222/4 (Standort)                                                             | Hotel „Zum Hirsch“, Dlouhá 4                                | Hotel Zum Hirsch, jetzt Schule | 35425/5-5311 Info Katalog | Hotel „Zum Hirsch“, Dlouhá 4                   |
| Litoměřice, Dlouhá 221/6 (Standort)                                                             | Schule, Dlouhá 6                                            | Schule | 47017/5-1787 Info Katalog | Schule, Dlouhá 6                               |
| Litoměřice, Dlouhá 175/9 (Standort)                                                             | Dlouhá 9                                                    | Stadthaus | 21712/5-1776 Info Katalog | Dlouhá 9                                       |
| Litoměřice, Dlouhá 176/11 (Standort)                                                            | Dlouhá 11                                                   | Stadthaus | 101616 Info Katalog       | Dlouhá 11                                      |
| Litoměřice, Dlouhá 210/12 (Standort)                                                            | Dlouhá 12                                                   | Stadthaus | 37813/5-1786 Info Katalog | Dlouhá 12                                      |
| Litoměřice, Dlouhá 177/13 (Standort)                                                            | Dlouhá 13                                                   | Stadthaus | 18716/5-1777 Info Katalog | Dlouhá 13                                      |
| Litoměřice, Dlouhá 209/14 (Standort)                                                            | Dlouhá 14                                                   | Stadthaus | 47004/5-1785 Info Katalog | Dlouhá 14                                      |
| Litoměřice, Dlouhá 178/15 (Standort)                                                            | Haus „Zum Schwarzen Bären“, Dlouhá 15                       | Stadthaus „Zum Schwarzen Bären“ | 29868/5-1778 Info Katalog | Haus „Zum Schwarzen Bären“, Dlouhá 15          |
| Litoměřice, Dlouhá 179/17 (Standort)                                                            | Dlouhá 17                                                   | Stadthaus | 27122/5-1779 Info Katalog | Dlouhá 17                                      |
| Litoměřice, Dlouhá 180/19 (Standort)                                                            | Dlouhá 19                                                   | Stadthaus | 21638/5-1780 Info Katalog | Dlouhá 19                                      |
| Litoměřice, Dlouhá 205/20 (Standort)                                                            | Dlouhá 20                                                   | Stadthaus | 16474/5-1744 Info Katalog | Dlouhá 20                                      |
| Litoměřice, Dlouhá 204/22 (Standort)                                                            | Dlouhá 22                                                   | Stadthaus | 23966/5-1743 Info Katalog | Dlouhá 22                                      |
| Litoměřice, Dlouhá 182/23 (Standort)                                                            | Dlouhá 23                                                   | Stadthaus | 30321/5-1739 Info Katalog | Dlouhá 23                                      |
| Litoměřice, Dlouhá 203/24 (Standort)                                                            | Dlouhá 24                                                   | Stadthaus | 46989/5-4746 Info Katalog | Dlouhá 24                                      |
| Litoměřice, Dlouhá 202/26 (Standort)                                                            | Dlouhá 26                                                   | Stadthaus | 21295/5-1742 Info Katalog | Dlouhá 26                                      |
| Litoměřice, Dlouhá 201/28 (Standort)                                                            | Dlouhá 28                                                   | Stadthaus | 18541/5-1784 Info Katalog | Dlouhá 28                                      |
| Litoměřice, Dlouhá 187/33 (Standort)                                                            | Dlouhá 33                                                   | Stadthaus | 31878/5-1781 Info Katalog | Dlouhá 33                                      |
| Litoměřice, Dlouhá 188/35 (Standort)                                                            | Dlouhá 35                                                   | Stadthaus | 38154/5-1782 Info Katalog | Dlouhá 35                                      |
| Litoměřice, Dlouhá 192/43 (Standort)                                                            | Dlouhá 43                                                   | Stadthaus | 24022/5-4745 Info Katalog | Dlouhá 43                                      |
| Litoměřice, Dlouhá 193/45 (Standort)                                                            | Dlouhá 45                                                   | Stadthaus | 22052/5-1740 Info Katalog | Dlouhá 45                                      |
| Litoměřice, Dlouhá 195/49+51 (Standort)                                                         | Dlouhá 49 und 51                                            | Stadthaus | 46943/5-1783 Info Katalog | Dlouhá 49 und 51                               |
| Litoměřice, Kapucínské náměstí 206/3+6 (Standort)                                               | Kapuzinerkloster, Kapucínské nám.                           | Kapuzinerkloster mit Kirche der hl. Ludmilla, Klostergebäude Nr. 206, Verbindungsgang, Garten, Mauer mit Tor und zwei Pforten                                                     | 19267/5-1798 Info Katalog | weitere Bilder                                 |
| Litoměřice, Kapucínské náměstí ()                                                               | Statue des hl. Johannes von Nepomuk                         | Statue des hl. Johannes von Nepomuk | 86574/5-5325 Info Katalog | Statue des hl. Johannes von Nepomuk            |
| Litoměřice, Vavřinecká 253/13 (Standort)                                                        | ehem. Laurentiuskirche, Vavřinecká 13                       | ehem. Laurentiuskirche, jetzt Bürgerhaus | 37230/5-1797 Info Katalog | weitere Bilder                                 |
| Litoměřice, Mostecká 232/4 (Standort)                                                           | Mostecká 4                                                  | Stadthaus | 30498/5-1791 Info Katalog | Mostecká 4                                     |
| Litoměřice, Mostecká 225/5 (Standort)                                                           | Mostecká 5                                                  | Stadthaus | 35133/5-1789 Info Katalog | Mostecká 5                                     |
| Litoměřice, Mostecká 229/11 (Standort)                                                          | Mostecká 11                                                 | Stadthaus | 16666/5-1790 Info Katalog | Mostecká 11                                    |
| Litoměřice, Stará Mostecká 250/2 (Standort)                                                     | Stará Mostecká 2                                            | Stadthaus | 17445/5-1796 Info Katalog | Stará Mostecká 2                               |
| Litoměřice, Stará Mostecká 249/4 (Standort)                                                     | Stará Mostecká 4                                            | Stadthaus | 19348/5-1795 Info Katalog | Stará Mostecká 4                               |
| Litoměřice, Jezuitská 234/1 (Standort)                                                          | Jezuitská 1                                                 | Stadthaus | 14984/5-1792 Info Katalog | Jezuitská 1                                    |
| Litoměřice, Jezuitská 235/3 (Standort)                                                          | Jezuitská 3                                                 | Stadthaus | 30892/5-1793 Info Katalog | Jezuitská 3                                    |
| Litoměřice, Jezuitská 8/4 (Standort)                                                            | Jezuitská 4                                                 | Stadthaus, im Hof gotisches Doppelhaus Nr. 241/12a (2. Hälfte 15. Jhdt.) | 32545/5-1759 Info Katalog | weitere Bilder                                 |
| Litoměřice, Jezuitská 236/5 (Standort)                                                          | Jezuitská 5                                                 | Stadthaus | 32452/5-1794 Info Katalog | Jezuitská 5                                    |
| Litoměřice, Jezuitská 7/6 (Standort)                                                            | Jezuitská 6                                                 | Stadthaus | 25431/5-1758 Info Katalog | Jezuitská 6                                    |
| Litoměřice, Jezuitská 237/7 (Standort)                                                          | Jezuitská 7                                                 | Stadthaus | 45537/5-1738 Info Katalog | Jezuitská 7                                    |
| Litoměřice, Jezuitská 237/7 ()                                                                  | Statue des hl. Franziskus Xaverius (Postament)              | Postament der Statue des hl. Franziskus Xaverius | 38006/5-5313 Info Katalog | Statue des hl. Franziskus Xaverius (Postament) |
| Litoměřice, Jezuitská 6/8 (Standort)                                                            | Jezuitská 8                                                 | Stadthaus | 46842/5-1723 Info Katalog | Jezuitská 8                                    |
| Litoměřice, Jezuitská 5/10 (Standort)                                                           | Jezuitská 10                                                | Stadthaus | 22799/5-1757 Info Katalog | Jezuitská 10                                   |
| Litoměřice, Jezuitská 4/12 (Standort)                                                           | Haus „Zur Blauen Traube“, Jezuitská 12                      | Stadthaus „Zur Blauen Traube“ | 16269/5-1722 Info Katalog | weitere Bilder                                 |
| Litoměřice, Jezuitská 1/22 (Standort)                                                           | Jesuitenkirche Mariä Verkündigung, Jezuitská 22             | Kirche Mariä Verkündigung (Jesuitenkirche), Jesuitenkolleg, Verbindungsbrücke zwischen Kolleg und Kirche und die Treppenanlage (1689–1731 von Giulio Broggio und Octavio Broggio) | 32845/5-1749 Info Katalog | weitere Bilder                                 |
| Litoměřice, Jezuitské schody (Standort)                                                         | Nepomuksäule, Jesuitentreppe                                | Statue des hl. Johannes von Nepomuk | 44021/5-5326 Info Katalog | Nepomuksäule, Jesuitentreppe                   |
| Litoměřice, Máchovy schody (Standort)                                                           | Mácha-Skulptur                                              | Statue des Karel Hynek Mácha | 33052/5-5315 Info Katalog | Mácha-Skulptur                                 |
| Litoměřice, Máchovy schody 276/3+5 (Standort)                                                   | Stadttheater „Karel Hynek Mácha“                            | Stadttheater „Karel Hynek Mácha“ | 29695/5-1756 Info Katalog | Stadttheater „Karel Hynek Mácha“               |
| Litoměřice, Michalská 26/1 (Standort)                                                           | Michalská 1                                                 | Stadthaus | 25319/5-1764 Info Katalog | Michalská 1                                    |
| Litoměřice, Michalská 27/3 (Standort)                                                           | Michalská 3                                                 | Stadthaus | 36155/5-1765 Info Katalog | Michalská 3                                    |
| Litoměřice, Michalská 39/4 (Standort)                                                           | Michalská 4                                                 | Stadthaus | 22709/5-5304 Info Katalog | Michalská 4                                    |
| Litoměřice, Michalská 38/6 (Standort)                                                           | Michalská 6                                                 | Stadthaus | 44017/5-5305 Info Katalog | Michalská 6                                    |
| Litoměřice, Michalská 29/7 (Standort)                                                           | Michalská 7                                                 | Stadthaus | 19002/5-1732 Info Katalog | Michalská 7                                    |
| Litoměřice, Michalská 30/9 (Standort)                                                           | Michalská 9                                                 | Stadthaus | 15857/5-5310 Info Katalog | Michalská 9                                    |
| Litoměřice, Michalská, u domu 259/12 (Standort)                                                 | Statue des Johannes von Nepomuk, Michalská                  | Statue des Johannes von Nepomuk | 19876/5-5314 Info Katalog | Statue des Johannes von Nepomuk, Michalská     |
| Litoměřice, Michalská 36/10 (Standort)                                                          | Haus „Zum Goldenen Anker“, Michalská 10                     | Stadthaus | 31703/5-1733 Info Katalog | Haus „Zum Goldenen Anker“, Michalská 10        |
| Litoměřice, Krajská 48/1 (Standort)                                                             | ehem. Dominikanerkloster, errichtet 1628–1687, jetzt Archiv | Dominikanerkloster Nr. 48, Umfassungsmauer mit Tor und Pforte, Rest der Kirche des hl. Michael, Brunnen und Zaun                                                                  | 36595/5-1745 Info Katalog | weitere Bilder                                 |

### Za nemocnicí (Spitalsviertel/Domhügel)
| Lage                                            | Objekt                                                  | Beschreibung | ÚSKP-Nr.                  | Bild                                                    |
| ----------------------------------------------- | ------------------------------------------------------- | --- | ------------------------- | ------------------------------------------------------- |
| Litoměřice, Litoměřice, Za nemocnicí (Standort) | Stadtbefestigung am Domhügel                            | Stadtbefestigung am Domhügel, Befestigungsmauer und 3 Tore | 17158/5-4743 Info Katalog | Stadtbefestigung am Domhügel                            |
| Litoměřice, Dómské náměstí (Standort)           | St.-Stephans-Dom mit Turm, Dómské nám.                  | Kathedrale St. Stephan, Kirchturm mit Verbindungsbogen, Gitterzaun mit Tor, errichtet 1664–1668 von Giovanni Domenico Orsi de Orsini und Giulio Broggio            | 35625/5-1754 Info Katalog | weitere Bilder                                          |
| Litoměřice, Dómské náměstí 1/1 (Standort)       | Bischofsresidenz, Dómské nám. 1                         | Bischofsresidenz, errichtet 1689–1694 von Giulio Broggio, Nebengebäude, Tor, Zäune, Verbindungsgang, Pavillon (Altan), Garten, Balustrade, Umfassungsmauer mit Tor | 41208/5-1751 Info Katalog | Bischofsresidenz, Dómské nám. 1                         |
| Litoměřice, Dómské náměstí 2/2 (Standort)       | Haus des Domkapitels, Dómské nám. 2                     | Stadthaus, Kanonikerhaus | 25182/5-1826 Info Katalog | Haus des Domkapitels, Dómské nám. 2                     |
| Litoměřice, Dómské náměstí 3/3 (Standort)       | ehem. Dekanat, Dómské nám. 3                            | Stadthaus – ehem. Residenz des Dekans des Domkapitels | 20223/5-5318 Info Katalog | ehem. Dekanat, Dómské nám. 3                            |
| Litoměřice, Dómské náměstí 4/4 (Standort)       | Haus des Domkapitels, Dómské nám. 4                     | Stadthaus, Kanonikerhaus | 31026/5-5319 Info Katalog | Haus des Domkapitels, Dómské nám. 4                     |
| Litoměřice, Dómské náměstí 5/5 (Standort)       | Haus des Domkapitels, Dómské nám. 5                     | Stadthaus, Kanonikerhaus | 33881/5-5320 Info Katalog | Haus des Domkapitels, Dómské nám. 5                     |
| Litoměřice, Dómské náměstí 6/6 (Standort)       | Haus des Domkapitels, Dómské nám. 6                     | Stadthaus, Kanonikerhaus | 26766/5-5321 Info Katalog | Haus des Domkapitels, Dómské nám. 6                     |
| Litoměřice, Dómské náměstí 7/7 (Standort)       | Haus des Domkapitels, Dómské nám. 7                     | Stadthaus, Kanonikerhaus | 46407/5-5322 Info Katalog | Haus des Domkapitels, Dómské nám. 7                     |
| Litoměřice, Dómské náměstí 8/8 (Standort)       | Haus des Domkapitels, Dómské nám. 8                     | Stadthaus, Kanonikerhaus | 16290/5-5323 Info Katalog | Haus des Domkapitels, Dómské nám. 8                     |
| Litoměřice, Dómské náměstí 9/9 (Standort)       | Konsistorium (ehemalige Priesterseminar), Dómské nám. 9 | ehem. Priesterseminar, Umfassungsmauer | 28725/5-1752 Info Katalog | Konsistorium (ehemalige Priesterseminar), Dómské nám. 9 |
| Litoměřice, Dómské náměstí 10/10 (Standort)     | Propsteigebäude, Dómské nám. 10                         | Propstei – Residenz des Propstes des Domkapitels | 20907/5-5324 Info Katalog | Propsteigebäude, Dómské nám. 10                         |
| Litoměřice, Dómské náměstí 12/12 (Standort)     | Dómské náměstí 12                                       | Stadthaus | 19451/5-1827 Info Katalog | Dómské náměstí 12                                       |
| Litoměřice, u nemocniční ()                     | Statue des hl. Johannes von Nepomuk                     | Statue des hl. Johannes von Nepomuk | 54497/5-1916 Info Katalog |                                                         |

### Předměstí (Vorstadt)
| Lage                                                                      | Objekt                                         | Beschreibung | ÚSKP-Nr.                  | Bild                                           |
| ------------------------------------------------------------------------- | ---------------------------------------------- | --- | ------------------------- | ---------------------------------------------- |
| Litoměřice, Sovova 56/1, Na Valech (Standort)                             | Sovova 1                                       | Stadthaus | 41430/5-4744 Info Katalog | Sovova 1                                       |
| Litoměřice, Na Valech 265/45, Lidická (Standort)                          | Königliche Burg, Na Valech 265                 | ehem. königliche Burg Nr. 265 (genannt Hrádek, 13. Jhdt.), Reste eines Turms am Haus Nr. 263                    | 14183/5-1746 Info Katalog | weitere Bilder                                 |
| Litoměřice, Křížová, Vojtěšská (Standort)                                 | Adalbertkirche, Vojtěšská                      | Kirche des hl. Adalbert, Glockenturm, Treppen, Zäune, Tor, Einfriedung mit Pforte, Sammlung von 12 Grabsteinen  | 15350/5-1830 Info Katalog | weitere Bilder                                 |
| Litoměřice, U Katovny 58/59 (Standort)                                    | Haus „Katovna“, U Katovny 58/59                | ehem. Henkerhaus – Katovna (1701)                                                                               | 30489/5-1917 Info Katalog | Haus „Katovna“, U Katovny 58/59                |
| Litoměřice, Pekařská (Standort)                                           | Mariensäule, Pekařská                          | Mariensäule | 47146/5-1834 Info Katalog | Mariensäule, Pekařská                          |
| Litoměřice, Václavské náměstí, Svatováclavská (Standort)                  | Wenzelskirche, Václavské nám.                  | Kirche des hl. Wenzel, jetzt orthodoxe Kirche                                                                   | 24614/5-1753 Info Katalog | weitere Bilder                                 |
| Litoměřice, Svatojiřská (Standort)                                        | Portal des ehem. Fischerfriedhofs, Svatojiřská | Portal des ehem. Fischerfriedhofs bei der ehem. Georgskirche (vermauert)                                        | 14608/5-5317 Info Katalog | Portal des ehem. Fischerfriedhofs, Svatojiřská |
| Litoměřice, Jarošova 1/1 (Standort)                                       | Jarošova 1                                     | Stadthaus | 47090/5-1822 Info Katalog | Jarošova 1                                     |
| Litoměřice, Jarošova 150/2 (Standort)                                     | Jarošova 2                                     | Stadthaus | 39661/5-1823 Info Katalog | Jarošova 2                                     |
| Litoměřice, Jarošova 275/12 (Standort)                                    | Jarošova 12                                    | Stadthaus | 101169 Info Katalog       | Jarošova 12                                    |
| Litoměřice, Jarošova 9/35, Máchovy schody 9/2, 9/2A (Standort)            | ehem. Mühle, Jarošova 35                       | ehem. barocke Mühle (1738–1744) am Pokratický potok (Pokratitzer Bach), jetzt Bürgerhaus                        | 14180/5-1824 Info Katalog | ehem. Mühle, Jarošova 35                       |
| Litoměřice, Na Dubíně, Horní Dubina, Máchova, Jarošova (Standort)         | Johanneskapelle, Horní Dubina                  | Kapelle des hl. Johannes des Täufers, Einfriedung mit einem Tor                                                 | 36979/5-1755 Info Katalog | weitere Bilder                                 |
| Litoměřice, Máchova 177/5 (Standort)                                      | Haus „Zum Vikar“, Máchova 5                    | Stadthaus „Zum Vikar“ (Na Vikárce), mit Mácha-Zimmer                                                            | 19788/5-1747 Info Katalog | Haus „Zum Vikar“, Máchova 5                    |
| Litoměřice, Lodní náměstí 1093/7, Labská 233/11 (Standort)                | Labská 11                                      | Vorstadtgehöft mit Haus Nr. 233, Nebengebäude Nr. 1093 (umgebaut), Umfassungsmauer mit Tor (ohne Denkmalschutz) | 14061/5-1825 Info Katalog | BW                                             |
| Litoměřice, Dolní Rybářská 227/34 (Standort)                              | Dolní Rybářská 34                              | Vorstadthaus | 43773/5-1829 Info Katalog | BW                                             |
| Litoměřice, nördlich der ul. Michalovická (westlich der Stadt) (Standort) | Erzgrube „Richard“, Krematorium                | Areal der Erzgrube „Richard“ und Krematorium des KZ-Außenlagers Leitmeritz                                      | 22329/5-1915 Info Katalog | Erzgrube „Richard“, Krematorium                |

### Pokratice (Pokratitz)
| Lage                                                     | Objekt                        | Beschreibung             | ÚSKP-Nr.                  | Bild           |
| -------------------------------------------------------- | ----------------------------- | ------------------------ | ------------------------- | -------------- |
| Pokratice, Pokratická, U Kapličky (Dorfplatz) (Standort) | Kapelle Pokratice             | Kapelle Pokratice (1815) | 21383/5-1919 Info Katalog | weitere Bilder |
| Pokratická 77/48 (Standort)                              | ehem. Gasthaus, Pokratická 48 | ehem. Gasthaus           | 13528/5-5430 Info Katalog | BW             |
| Pokratice, Ladova 39 (Standort)                          | Bauernhaus, Ladova 39         | Bauerngehöft             | 30021/5-1918 Info Katalog | BW             |